# Мексиканская экспедиция (1916)

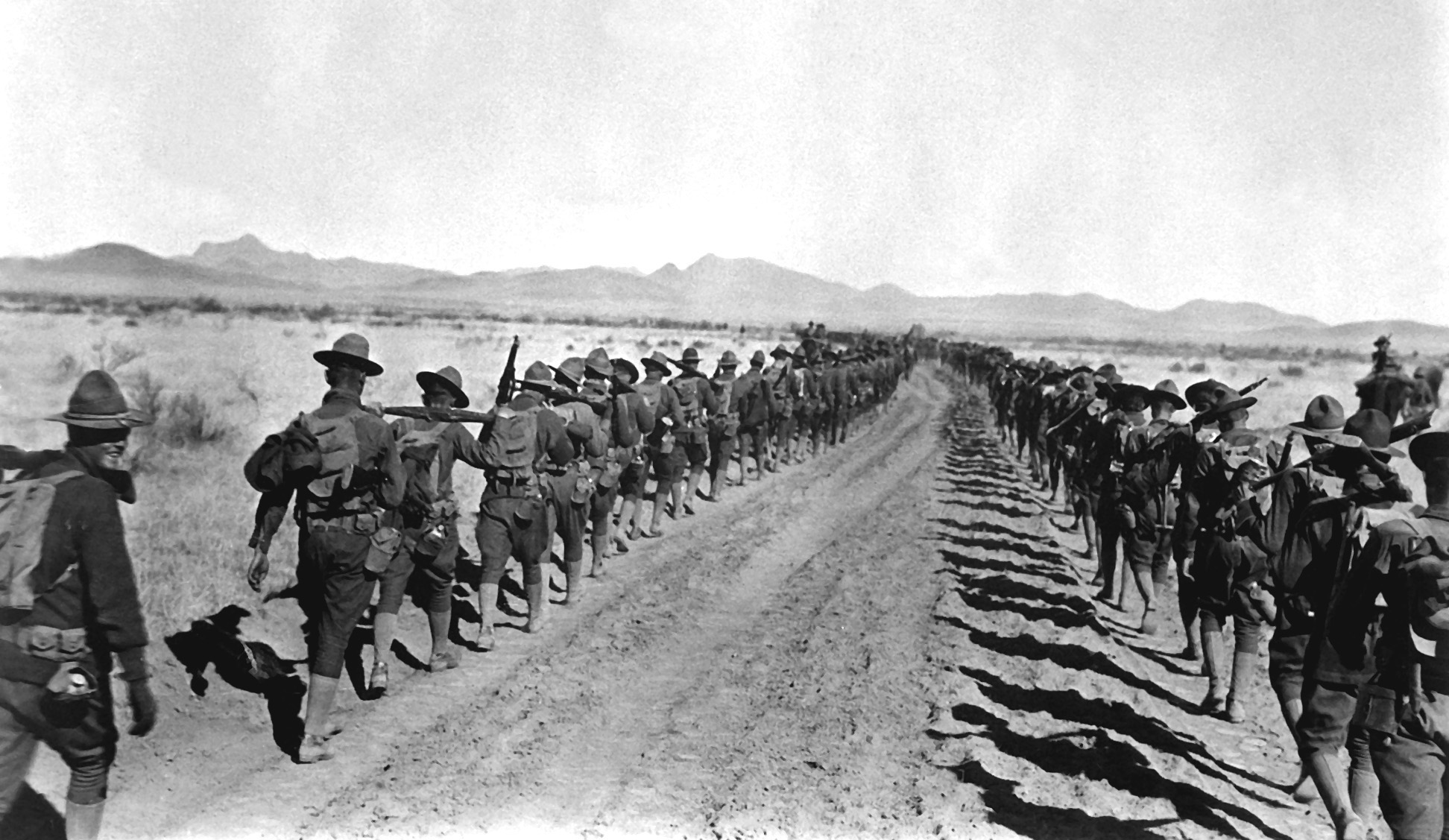
Американская пехота возвращается на родину, январь 1917

Мексиканская экспедиция или Экспедиция Панчо Вилья (англ. Mexican Expedition или англ. Pancho Villa Expedition) — военная операция во время Приграничной войны, целью которой было проведение карательного рейда  против повстанцев Панчо Вилья.
Экспедиция началась в отместку за нападение Вильи на посёлок Колумбус, штат Нью-Мексико, и стала самым запоминающимся событием приграничной войны в Мексике. Несмотря на успешное обнаружение и разгром основного состава повстанцев, американские силы не смогли достичь главной цели — захвата Панчо Вильи.
Активный поиск Вильи закончился через месяц, когда Венустиано Карранса, глава конституционалистской фракции революции, отправил мексиканские войска для сопротивления вторжению США. Конституционалисты открыли огонь по американским силам в городе Паррал, чтобы остановить проход колонны армии США. Миссия США была изменена. Теперь американцам ставилась задача предотвратить дальнейшие нападения мексиканских войск и планировать военное наступление в случае объявления войны.  Когда война была предотвращена дипломатическим путем, экспедиция оставалась в Мексике до февраля 1917 года, чтобы помочь правительству Каррансы преследовать Вилью и предотвратить дальнейшие набеги через границу.